# Site Meter
Site Meter能夠利用 JavaScript追蹤瀏覽者使用何種關鍵字搜尋到自己的網站，並且可以知道瀏覽者閱讀哪些文章、時間長短。另外也可知道瀏覽者的IP、國籍、作業系統、瀏覽器等基本資料。
對於blogger或是個人網站而言，是一個提供許多功能的免費計數器。